# Metriocnemus tamaokui
Metriocnemus tamaokui är en tvåvingeart som beskrevs av Sasa 1983. Metriocnemus tamaokui ingår i släktet Metriocnemus och familjen fjädermyggor. Inga underarter finns listade i Catalogue of Life.